# Епігенетична теорія еволюції
Епігенетична теорія еволюції (ЕТЕ) — сучасна еволюційна теорія, заснована на даних епігенетики.
Основні положення епігенетичної теорії еволюції були сформульовані в 1987 році Михайлом Шишкіним на основі ідей Івана Шмальгаузена та Конрада Воддінгтона. Як основний субстрат природного відбору теорія розглядає цілісний фенотип, причому відбір не тільки фіксує корисні зміни, але й бере участь у їх створенні.

## Основні положення
Основоположний вплив на спадковість має не геном, а епігенетична система (ЕС) — сукупність факторів, що впливають на онтогенез. Від предків до нащадків передається загальна організація ЕС, яка і формує організм у ході його індивідуального розвитку, причому відбір веде до стабілізації ряду послідовних онтогенезів, усуваючи відхилення від норми (морфози) і формуючи стійку траєкторію розвитку (креод). Еволюція ж по ЕТЕ полягає в перетворенні одного креода в інший при збурюючих впливах середовища. У відповідь на збурення ЕС дестабілізується, унаслідок чого стає можливим розвиток організмів по відхильних шляхах розвитку, виникають множинні морфози. Деякі з цих морфозів отримують селективну перевагу, і протягом наступних поколінь їх ЕС виробляє нову стійку траєкторію розвитку, формується новий креод.
Проблеми, порушені епігенетичною теорією, дуже близькі тим, якими займається еволюційна біологія розвитку, що швидко розвивається нині в західних країнах. Обидві концепції багато в чому виникли незалежно, але якщо Шишкін прямо вказує на роботи Шмальгаузена, то в англомовній літературі його роботи відомі не так добре, хоча концепція «Evo-Devo» багато в чому заснована на близьких принципах.

## Критика теорії
Оскільки область застосування епігенетичної теорії збігається з такою в синтетичній теорії, то СТЕ і ЕТЕ можна розглядати як альтернативні теорії. Але водночас методологічний підхід у цих теорій різний, а отже їх можна вважати такими, що доповнюють одна одну.